# Grupo Desportivo de Joane
El GD Joane es un equipo de fútbol de Portugal que juega en la Liga Regional de Braga, la quinta liga de fútbol más importante del país.

## Historia
Fue fundado en el año 1930 en la ciudad de Joane de Vila Nova de Famalicão, en el distrito de Braga.
El club está afiliado a la Asociación de Fútbol de Braga, por lo que han competido en la Copa de Braga, así como en la Copa de Portugal en varias ocasiones.

## Palmarés
- III Divisão Serie A: 1

2011/12

## Jugadores

### Jugadores destacados
- Paulo Cabral
- César Pereira